# Korzhi (Krasnodar)
Korzhi (del ruso: Коржи) es un jútor del raión de Leningrádskaya del krai de Krasnodar, en Rusia. Está situado a orillas del río Sredni Chelbas, afluente del Chelbas, 33 km al sur de Leningrádskaya y 111 km al norte de Krasnodar, la capital del krai. Tenía 1 141 habitantes en 2010.
Es cabeza del municipio Korzhovskoye.